# Starrcade 2019
Starrcade 2019 è stato un evento speciale di wrestling organizzato dalla WWE in esclusiva per il WWE Network. L'evento si è svolto il 1º dicembre 2019 all'Infinite Energy Center di Duluth, Georgia.
L'evento prende il nome dall'omonimo pay-per-view della National Wrestling Alliance e della World Championship Wrestling, svoltosi con cadenza annuale tra il 1983 e il 2000.

## Risultati
| # | Incontri | Stipulazioni                                                           |
| - | --- | ---------------------------------------------------------------------- |
| 1 | The Street Profits hanno sconfitto The Good Brothers                                                                           | Tag team match                                                         |
| 2 | The Kabuki Warriors (c) hanno sconfitto Alexa Bliss e Nikki Cross, Becky Lynch e Charlotte Flair e The Boss 'n' Hug Connection | Fatal four-way tag team match per il WWE Women's Tag Team Championship |
| 3 | Bobby Lashley (con Lana) ha sconfitto Kevin Owens per squalifica                                                               | Single match                                                           |